# Coppa Italia Dilettanti Sicilia
La Coppa Italia Dilettanti Sicilia (conosciuta anche come Coppa Italia Memorial "Gianfranco Provenzano") è una competizione calcistica italiana organizzata dalla FIGC e dal comitato regionale Sicilia. 
Competizione istituita nel 1991, si tratta del massimo torneo calcistico regionale siciliano a eliminazione diretta, a cui prendono parte tutti i club del campionato di Eccellenza. I vincitori accedono di diritto alla fase nazionale della Coppa Italia Dilettanti. 
Le squadre più blasonate della competizione sono l'Alcamo e il Vittoria, con entrambi tre edizioni a testa, mentre l'Orlandina e il Paternò, sono gli unici club ad aver conquistato anche la fase nazionale, rispettivamente nel 1999-2000 e nel 2023-2024.
L'attuale detentore del trofeo è il Sciacca.

## Storia

### Anni 1990
La prima edizione della Coppa Italia Dilettanti Sicilia si svolse nella stagione 1991-1992, e vide contrapporsi il Bagheria contro la Juventina Gela; il match terminò 3-1 in favore dei neroblù. Nell'edizione successiva la Juventina Gela arrivò nuovamente in finale e si impose 2-0 contro i messinesi del Sant'Agata, culminando il mancato successo dell'anno precedente. 
I gelesi accedono così alla fase di Eccellenza e battono nel doppio confronto la Turris Santa Croce nella finale interregionale, e vincono gli incontri con Campi Salentina e Biagio Nazzaro nelle semifinali, arrivando in finale contro l'Imola. Tuttavia, i rosanero perdono il doppio confronto contro gli emiliani (2-1; 0-0).
La finale della terza edizione fu vinta dall'Alcamo che prevalse sul Taormina per 2-0, nella finale disputata sul neutro di Caltanissetta; i bianconeri accedettero così alla fase di Eccellenza superando gli incontri con Rende (2-1; 0-0), Paganica (2-0), San Severo (0-1) e Camerino (0-0; 0-2), guadagnandosi l'accesso alla finale contro il Civitavecchia. L'andata terminò 0-0 e il ritorno fu vinto dai neroazzurri per 2-0, con le reti siglate da Gianluigi Staffa e Roberto Benedetti al 42' e al 55' minuto.
Sotto la conduzione di Maurizio Mazza, la Nissa vince la quarta edizione del trofeo superando in finale il Misterbianco per 1-0, allo stadio Vincenzo Presti di Gela. Nella fase di Eccellenza i biancoscudati si fermano al primo turno, dopo un pareggio ed una sconfitta contro il Crotone (2-2; 0-1).
Per la prima volta nella storia della competizione vengono conquistate due edizioni consecutive, record che venne stabilito dal Vittoria che si impose in entrambe le finali con Peloro (denominazione assunta dal Messina tra il 1997 e il 2009) e Mazara per 1-0, durante le edizioni 1995-1996 e 1996-1997. In entrambe le edizioni il Vittoria cede al primo turno della fase di Eccellenza, perdendo gli incontri con Locri e Vibonese.

### Anni 2020
La trentesima edizione valevole per la stagione 2020-2021, si svolse tra l'incertezza e le restrizioni imposte dal Governo italiano, per l'emergenza sanitaria inerente alla Pandemia di COVID-19 che colpì anche l'Italia. Dopo aver disputato i sedicesimi di finale e solo alcune partite degli ottavi, il 24 marzo 2021 la competizione venne definitivamente sospesa dalla FIGC.
Durante la stagione 2024-2025, il trofeo viene conquistato dal Sciacca nella finale disputata contro l'Avola (1-0).

## Formula
Alla competizione partecipano i 32 club del campionato di Eccellenza, che si sfidano ad un torneo a eliminazione diretta. Le squadre si affrontano in un doppio confronto di andata e ritorno, partendo dai sedicesimi di finale.
Di seguito sono elencati i turni da affrontare durante la competizione, con doppio confronto di andata e ritorno.
- Sedicesimi di finale
- Ottavi di finale
- Quarti di finale
- Semifinale

La finale si svolge a partita secca, con eventuali tempi supplementari se persiste il risultato di parità nei 90 minuti regolari. Se anche i tempi supplementari terminano in parità, per decretare il vincitore della competizione vengono effettuato i tiri di rigore.

## Albo d'oro
Di seguito l'elenco di tutte le vincitrice della Coppa Italia Dilettanti Sicilia.
| Edizione | Anno                   | Data                   | Vincitore (numero vittorie) | Finalista                | Risultato              | Sede                      | Fase Nazionale         |
| 1°       | 1991-1992              |                        | Bagheria (1)                | Juventina Gela           | 3-1                    | Agrigento                 | 1º turno               |
| 2°       | 1992-1993              |                        | Juventina Gela (1)          | Sant'Agata               | 2-0                    |                           | Finale                 |
| 3°       | 1993-1994              | 24 marzo 1994          | Alcamo (1)                  | Taormina                 | 2-0                    | Caltanissetta             | Finale                 |
| 4°       | 1994-1995              |                        | Nissa (1)                   | Misterbianco             | 1-0                    | Gela                      | 1º turno               |
| 5°       | 1995-1996              |                        | Vittoria (1)                | Peloro                   | 1-0                    | Caltanissetta             | 1º turno               |
| 6°       | 1996-1997              |                        | Vittoria (2)                | Mazara                   | 1-0                    | Agrigento                 | 1º turno               |
| 7°       | 1997-1998              |                        | Siracusa (1)                | Giarre                   | 1-0                    | Caltanissetta             | 1º turno               |
| 8°       | 1998-1999              |                        | Leonzio (1)                 | Alcamo                   | 3-0                    |                           | Quarti di finale       |
| 9°       | 1999-2000              |                        | Orlandina (1)               | Paternò                  | 0-0 (5-4 d.c.r.)       | Cefalù                    | Vincitore              |
| 10°      | 2000-2001              | 21 febbraio 2001       | Villafranca Tirrena (1)     | Modica                   | 2-1 (d.t.s.)           | Aci Sant'Antonio          | Quarti di finale       |
| 11°      | 2001-2002              |                        | Real Messina (1)            | Città di Trapani         | 1-0                    |                           | Quarti di finale       |
| 12°      | 2002-2003              | 26 febbraio 2003       | Alcamo (2)                  | Mazara                   | 1-0                    |                           | Quarti di finale       |
| 13°      | 2003-2004              | 19 febbraio 2004       | Giarre (1)                  | Raffadali                | 4-0                    | Caltanissetta             | Quarti di finale       |
| 14°      | 2004-2005              | 23 febbraio 2005       | Orlandina (2)               | Licata                   | 3-3 (15-14 d.c.r.)     | Mazara del Vallo          | 1º turno               |
| 15°      | 2005-2006              | 23 febbraio 2006       | Akragas (1)                 | Villafranca Tirrena      | 2-1                    | Comiso                    | 1º turno               |
| 16°      | 2006-2007              | 15 febbraio 2007       | Alcamo (3)                  | Castiglione              | 2-0                    | Caltanissetta             | Quarti di finale       |
| 17°      | 2007-2008              | 27 febbraio 2008       | Palazzolo (1)               | Mazara                   | 4-0                    | Favara                    | 1º turno               |
| 18°      | 2008-2009              | 11 febbraio 2009       | Bagheria (2)                | Milazzo                  | 2-1                    | Adrano                    | 1º turno               |
| 19°      | 2009-2010              | 17 febbraio 2010       | Campobello di Licata (1)    | Acireale                 | 1-0                    | Palazzolo Acreide         | 1º turno               |
| 20°      | 2010-2011              | 19 gennaio 2011        | Vittoria (3)                | Alcamo                   | 3-2 (d.t.s.)           | Licata                    | 1º turno               |
| 21°      | 2011-2012              | 1 febbraio 2012        | Real Avola (1)              | Riviera Marmi Custonaci  | 1-1 (5-3 d.c.r.)       | Vittoria                  | 1º turno               |
| 22°      | 2012-2013              | 30 gennaio 2013        | Tiger Brolo (1)             | Kamarat                  | 2-1                    | Leonforte                 | Quarti di finale       |
| 23°      | 2013-2014              | 22 gennaio 2014        | San Pio X (1)               | Marsala                  | 2-2 (8-7 d.c.r.)       | Brolo                     | Semifinale             |
| 24°      | 2014-2015              | 21 gennaio 2015        | Marsala (1)                 | Giarre                   | 2-1                    | Mascalucia                | 1º Turno               |
| 25°      | 2015-2016              | 21 gennaio 2016        | Mazara (1)                  | Acireale                 | 3-1                    | Marsala                   | Finale                 |
| 26°      | 2016-2017              | 1 febbraio 2017        | Troina (1)                  | Milazzo                  | 2-1                    | Mazara del Vallo          | Finale                 |
| 27°      | 2017-2018              | 31 gennaio 2018        | Licata (1)                  | Sant'Agata               | 2-1 (d.t.s.)           | Troina                    | Quarti di finale       |
| 28°      | 2018-2019              | 30 gennaio 2019        | Canicattì (1)               | Marina di Ragusa         | 1-0                    | Biancavilla               | Quarti di finale       |
| 29°      | 2019-2020              | 22 gennaio 2020        | Giarre (2)                  | Sancataldese             | 0-0 (5-4 d.c.r.)       | Favara                    | 1º Turno               |
| –        | Competizione annullata | Competizione annullata | Competizione annullata      | Competizione annullata   | Competizione annullata | Competizione annullata    | Competizione annullata |
| 30°      | 2021-2022              | 23 febbraio 2022       | Ragusa (1)                  | Mazara                   | 1-0                    | Sant'Agata di Militello   | 1º Turno               |
| 31°      | 2022-2023              | 18 gennaio 2023        | Igea Virtus (1)             | Akragas                  | 4-0                    | Ragusa                    | Quarti di finale       |
| 32°      | 2023-2024              | 24 gennaio 2024        | Paternò (1)                 | Supergiovane Castelbuono | 2-0                    | Barcellona Pozzo di Gotto | Vincitore              |
| 33°      | 2024-2025              | 15 gennaio 2025        | Sciacca (1)                 | Avola                    | 1-0                    | Paternò                   | Quarti di finale       |

### Titoli per squadra
| Squadra                  | Vittorie | Secondi posti | Finali disputate |
| ------------------------ | -------- | ------------- | ---------------- |
| Alcamo                   | 3        | 2             | 5                |
| Vittoria                 | 3        | 0             | 3                |
| Giarre                   | 2        | 2             | 4                |
| Bagheria                 | 2        | 0             | 2                |
| Orlandina                | 2        | 0             | 2                |
| Mazara                   | 1        | 4             | 5                |
| Juventina Gela           | 1        | 1             | 2                |
| Villafranca Tirrena      | 1        | 1             | 2                |
| Marsala                  | 1        | 1             | 2                |
| Licata                   | 1        | 1             | 2                |
| Akragas                  | 1        | 1             | 2                |
| Paternò                  | 1        | 1             | 2                |
| Avola                    | 1        | 1             | 2                |
| Ragusa                   | 1        | 0             | 1                |
| Nissa                    | 1        | 0             | 1                |
| Siracusa                 | 1        | 0             | 1                |
| Leonzio                  | 1        | 0             | 1                |
| Real Messina             | 1        | 0             | 1                |
| Palazzolo                | 1        | 0             | 1                |
| Campobello di Licata     | 1        | 0             | 1                |
| Tiger Brolo              | 1        | 0             | 1                |
| San Pio X                | 1        | 0             | 1                |
| Troina                   | 1        | 0             | 1                |
| Canicattì                | 1        | 0             | 1                |
| Igea Virtus              | 1        | 0             | 1                |
| Sciacca                  | 1        | 0             | 1                |
| Sant'Agata               | 0        | 2             | 2                |
| Milazzo                  | 0        | 2             | 2                |
| Acireale                 | 0        | 2             | 2                |
| Taormina                 | 0        | 1             | 1                |
| Misterbianco             | 0        | 1             | 1                |
| Peloro                   | 0        | 1             | 1                |
| Modica                   | 0        | 1             | 1                |
| Città di Trapani         | 0        | 1             | 1                |
| Raffadali                | 0        | 1             | 1                |
| Castiglione              | 0        | 1             | 1                |
| Riviera Marmi Custonaci  | 0        | 1             | 1                |
| Kamarat                  | 0        | 1             | 1                |
| Marina di Ragusa         | 0        | 1             | 1                |
| Sancataldese             | 0        | 1             | 1                |
| Supergiovane Castelbuono | 0        | 1             | 1                |

### Titoli per provincia
| Provincia     | Titoli | Club vincitori                                                                                   |
| ------------- | ------ | ------------------------------------------------------------------------------------------------ |
| Messina       | 6      | - Orlandina (2) - Villafranca Tirrena (1) - Real Messina (1) - Tiger Brolo (1) - Igea Virtus (1) |
| Trapani       | 5      | - Alcamo (3) - Mazara (1) - Marsala (1)                                                          |
| Agrigento     | 5      | - Licata (1) - Akragas (1) - Campobello di Licata (1) - Canicattì (1) - Sciacca (1)              |
| Ragusa        | 4      | - Vittoria (3) - Ragusa (1)                                                                      |
| Siracusa      | 4      | - Siracusa (1) - Leonzio (1) - Palazzolo (1) - Avola (1)                                         |
| Catania       | 4      | - Giarre (2) - Paternò (1) - San Pio X (1)                                                       |
| Caltanissetta | 2      | - Juventina Gela (1) - Nissa (1)                                                                 |
| Palermo       | 2      | Bagheria (2)                                                                                     |
| Enna          | 1      | - Troina (1)                                                                                     |

## Statistiche

### Record di squadra
- Le società più titolate della competizione sono Vittoria e Alcamo, con tre vittorie a testa.
- Il Vittoria è l'unica società della competizione, ad aver conquistato il trofeo due volte consecutive nelle stagioni 1995-1996 e 1996-1997.
- Il Mazara detiene il record di finali disputate con il minor numero di vittorie. In cinque occasioni, i gialloblù hanno vinto soltanto una volta nella stagione 2015-2016.
- La Juventina Gela, l'Alcamo, l'Orlandina, il Mazara, il Troina e il Paternò, sono gli unici club ad aver raggiunto la finale nazionale della Coppa Italia Dilettanti.
- L'Orlandina e il Paternò, sono gli unici club siciliani ad aver vinto sia la fase regionale che la fase nazionale della competizione, nella stagione 1999-2000 e nella stagione 2023-2024.
- La finale con più gol registrata nella competizione fu quella tra Orlandina e Licata nella stagione 2004-2005, terminata sul punteggio di 3-3. Quest'ultimo, fu anche il match con la sequenza più lunga ai tiri di rigore (15-14).

### Record individuali

#### Calciatori
Classifica marcatori
| Stagione  | Nazione                               | Giocatore                         | Squadra                                        | Reti | Note          |
| --------- | ------------------------------------- | --------------------------------- | ---------------------------------------------- | ---- | ------------- |
| 1991-1992 |                                       |                                   |                                                |      |               |
| 1992-1993 |                                       |                                   |                                                |      |               |
| 1993-1994 |                                       |                                   |                                                |      |               |
| 1994-1995 |                                       |                                   |                                                |      |               |
| 1995-1996 |                                       |                                   |                                                |      |               |
| 1996-1997 |                                       |                                   |                                                |      |               |
| 1997-1998 |                                       |                                   |                                                |      |               |
| 1998-1999 |                                       |                                   |                                                |      |               |
| 1999-2000 |                                       |                                   |                                                |      |               |
| 2000-2001 |                                       |                                   |                                                |      |               |
| 2001-2002 |                                       |                                   |                                                |      |               |
| 2001-2002 |                                       |                                   |                                                |      |               |
| 2002-2003 |                                       |                                   |                                                |      |               |
| 2002-2003 |                                       |                                   |                                                |      |               |
| 2003-2004 |                                       |                                   |                                                |      |               |
| 2004-2005 |                                       |                                   |                                                |      |               |
| 2005-2006 |                                       |                                   |                                                |      |               |
| 2006-2007 |                                       |                                   |                                                |      |               |
| 2007-2008 |                                       |                                   |                                                |      |               |
| 2008-2009 |                                       |                                   |                                                |      |               |
| 2009-2010 |                                       |                                   |                                                |      |               |
| 2010-2011 |                                       |                                   |                                                |      |               |
| 2011-2012 |                                       |                                   |                                                |      |               |
| 2012-2013 |                                       |                                   |                                                |      |               |
| 2013-2014 |                                       |                                   |                                                |      |               |
| 2014-2015 |                                       |                                   |                                                |      |               |
| 2015-2016 |                                       |                                   |                                                |      |               |
| 2016-2017 |                                       |                                   |                                                |      |               |
| 2017-2018 | Italia (bandiera)                     | Federico Matera                   | Città di Sant'Agata                            | 6    | [ 15 ]        |
| 2018-2019 | Italia (bandiera)                     | Marco Paludetti                   | Camaro 1969                                    | 6    | [ 16 ]        |
| 2019-2020 | Argentina (bandiera)                  | Jonatan Alderete                  | Città di Rosolini 1953                         | 6    | [ 17 ]        |
| 2020-2021 | Italia (bandiera)                     | Calogero Carovana                 | Dolce Onorio Folgore                           | 4    | [ 18 ] [ 19 ] |
| 2021-2022 |                                       |                                   |                                                |      |               |
| 2022-2023 | Argentina (bandiera)                  | Lucas Idoyaga                     | Igea Virtus                                    | 7    | [ 20 ]        |
| 2023-2024 | Argentina (bandiera)                  | Santiago Torres Martinez          | Supergiovane Castelbuono                       | 5    | [ 21 ]        |
| 2024-2025 | Italia (bandiera) · Italia (bandiera) | Claudio La Vardera Gianni Calagna | Supergiovane Castelbuono Athletic Club Palermo | 4    | [ 22 ]        |

#### Allenatori
- Antonello Capodicasa e Filippo Raciti, hanno vinto sia la fase regionale che la fase nazionale della competizione, conquistate rispettivamente nel 1999-2000 (Capodicasa[23]) e nel 2023-2024 (Raciti).

Allenatori plurivincitori
Nella tabella sottostante, sono riportati tutti gli allenatori plurivincitori della Coppa Italia Dilettanti Sicilia.
| Allenatore          | Vittorie | Squadre          |
| ------------------- | -------- | ---------------- |
| Loreno Cassia       | 2        | Vittoria (2)     |
| Roberto Boscaglia   | 2        | Akragas, Alcamo  |
| Giovanni Campanella | 2        | Vittoria, Licata |
| Filippo Raciti      | 2        | Ragusa, Paternò  |